# آسپروالتا
آسپروالتا (به لاتین: Asprovalta) یک منطقهٔ مسکونی در یونان است که در شهرداری ولوی واقع شده‌است.